# 阿爾蒙 (喬治亞州)
阿爾蒙（英語：Almon）是位於美國喬治亞州牛頓縣的一個非建制地區。該地的面積和人口皆未知。

## 地理
阿爾蒙的座標為33°37′09″N 83°55′20″W / 33.61917°N 83.92222°W，而該地的平均海拔高度為213米（即699英尺）。